# Phare du Lazaretto Cairn
Le phare du Lazaretto Cairn est un phare situé sur la ville côtière de Portmore dans la Paroisse de Sainte-Catherine (Comté du Middlesex), en Jamaïque.
Ce phare est géré par l'Autorité portuaire de la Jamaïque , une agence du Ministère des Transports .

## Description
La lumière du Lazaretto Cairn est montée sur un cairn peint en blanc d'environ 9 m. La date de la mise en service du phare n'est pas connue. Le cairn semble être une balise historique convertie en aide lumineuse.
Elle émet, à une hauteur focale de 28 m, un éclat blanc toutes les 3 secondes. Sa portée nominale est de 12 milles nautiques (environ 22 km).
Il est érigé sur le côté ouest de l'entrée du port de Kingston en face du vieux Port Royal. Il est synchronisé avec une autre balise dans le chenal.
Identifiant : ARLHS : JAM-... - Amirauté : J5296 - NGA : 13932.

## caractéristique duFeu maritime
Fréquence : 3 secondes (W)
- Lumière : 0.5 seconde
- Obscurité : 2.5 secondes

### Lien connexe
- Liste des phares à la Jamaïque